# Courtney Hurley
Pour les articles homonymes, voir Hurley.
Courtney Hurley, née le 30 septembre 1990 à Houston, est une escrimeuse américaine spécialiste de l'épée.

## Carrière
Elle est médaillée de bronze en épée par équipes aux Jeux olympiques de Londres en 2012 avec Maya Lawrence, Susie Scanlan et sa sœur Kelley Hurley.
Trois fois championne panaméricaine (2009, 2013, 2014), elle est aussi médaillée de bronze mondial en individuel aux championnats du monde 2018.